# جون هولمز (لاعب كرة قدم)
جون هولمز (بالإنجليزية: John Holmes)‏ هو لاعب دوري الرغبي ولاعب كرة قدم بريطاني، ولد في 21 مارس 1952، وتوفي في 27 سبتمبر 2009 في ليدز في المملكة المتحدة بسبب سرطان. شارك مع منتخب إنجلترا الوطني لدوري الرغبي. أما مع النوادي، فقد لعب مع ليدز راينوز ‏.